# Allotropa subclavata
Allotropa subclavata är en stekelart som beskrevs av Muesebeck 1970. Allotropa subclavata ingår i släktet Allotropa och familjen gallmyggesteklar. Inga underarter finns listade i Catalogue of Life.